# Faro de Horsburgh
El Faro de Horsburgh (en chino: 霍士堡灯塔; en inglés: Horsburgh Lighthouse; en malayo: Rumah Api Horsburgh) es un faro que marca la entrada oriental del estrecho de Singapur. Está situado en la isla de Pedra Branca.
Es el faro de Singapur más antiguo, se encuentra aproximadamente 54 kilómetros (34 millas) al este de Singapur y a 14 kilómetros (8,7 millas) del estado de Johor en Malasia. El Faro Horsburgh fue nombrado así en honor del capitán James Horsburgh (28 de septiembre de 1762 al 14 de mayo de 1836), un hidrógrafo escocés de la East India Company, que asignó muchas rutas marítimas alrededor de Singapur a finales del 18 y principios del siglo XIX.